# Halmaherablomsterpickare
Halmaherablomsterpickare (Dicaeum schistaceiceps) är en fågel i familjen blomsterpickare inom ordningen tättingar.

## Utbredning och systematik
Fågeln förekommer i Moluckerna på öarna Morotai, Halmahera, Kasiruta, Bacan, Obi och Bisa. Tidigare betraktades den som en underart till D. erythrothorax och vissa gör det fortfarande.

## Status
IUCN kategoriserar den som livskraftig.